# Youcat
 (mai 2025).
Youcat, abréviation de Youth Catechism of the Catholic Church, en français Catéchisme des Jeunes de l'Église Catholique, est un livre publié pour la première fois en 2011, visant à aider les jeunes à mieux comprendre le Catéchisme de l'Église catholique. Ce livre, présenté sous forme de questions-réponses, est destiné à être utilisé par les jeunes catholiques du monde entier et est disponible en 25 langues, dont l'arabe et le chinois. Youcat est basé sur le Catéchisme de l'Église catholique et le Compendium du Catéchisme de l'Église catholique (2005).
Youcat, dont la préface a été écrite par le pape Benoît XVI, a été rédigé par le cardinal Christoph Schönborn et d'autres. Environ 700 000 exemplaires de Youcat ont été distribués en treize langues différentes au nom du Pape lors des Journées mondiales de la jeunesse 2011 à Madrid,.
Il a depuis été réédité et mis à jour. La douzième édition date de juillet 2015. C'est la dernière à ce jour.
En France, Youcat est édité par les Editions du Cerf,.

## Autres ouvrages publiés
La série de livres YOUCAT dans sa traduction en français comprend également :
- un livre de prières : Youcat - le livre de prière, paru en juillet 2014[2],[5]
- un livre sur le sacrement de la confirmation : YOUCAT Livre de confirmation, paru en janvier 2014[6]
- une introduction à la confession : YOUCAT Livre de Confession, paru en janvier 2014[7]
- un catéchisme pour les enfants : YOUCAT pour les enfants - Le Catéchisme pour les enfants et les parents, paru en février 2019[2],[8]
- un livre sur la doctrine sociale de l'Eglise : DOCAT - Doctrine sociale de l'Église catholique, paru en juillet 2016[9]
- une BIble Youcat : Y-Bible - Une introduction à la Bible avec une sélection de textes bibliques, parution de sa 4e édition en juillet 2017[10]